# Rufa
Rufa is een historisch merk van motorfietsen.
Ingenieur Giulio Rufa was in Italië geboren, maar maakte in 1955 en 1956 in Argentinië motorfietsen van 125-, 175-, 250 en 350 cc. De 125- en 175 cc machines hadden eencilinder motoren. De 250 had een tweecilinder-blok dat was samengesteld uit twee 125 cc blokken. Alle motoren waren viertakten met een bovenliggende nokkenas.